# Rhinesuchus
Il rinesuco (gen. Rhinesuchus) è un anfibio estinto, appartenente ai temnospondili. Visse nel Permiano superiore (circa 258 - 253 milioni di anni fa) e i suoi resti fossili sono stati ritrovati in Sudafrica.

## Descrizione
Questo animale poteva superare la lunghezza di due metri, e doveva possedere un grande corpo appiattito, piccole zampe corte e un grande cranio piatto e relativamente allungato, armato di piccoli denti acuminati disposti sulle ossa marginali della mandibola e della mascella, ma anche sul palato. Gli occhi erano piccoli e rivolti verso l'alto, posizionati nella parte superiore del cranio. Il pube era notevolmente ossificato, ma i polsi e le ginocchia lo erano solo parzialmente.

## Classificazione
Rhinesuchus è stato descritto per la prima volta nel 1908 da Robert Broom, sulla base di resti cranici rinvenuti nella zona di Spitzkop (Graaff-Reinet, Sudafrica). La specie tipo è Rhinesuchus whaitsi, alla quale sono stati ascritti anche i fossili descritti nel 1940 come R. beaufortensis da Boonstra. È nota un'altra specie, R. capensis, descritta da Haughton nel 1925. Un'altra specie attribuita a questo genere e proveniente dall'India (R. wadiai) è attualmente considerata un nomen dubium.

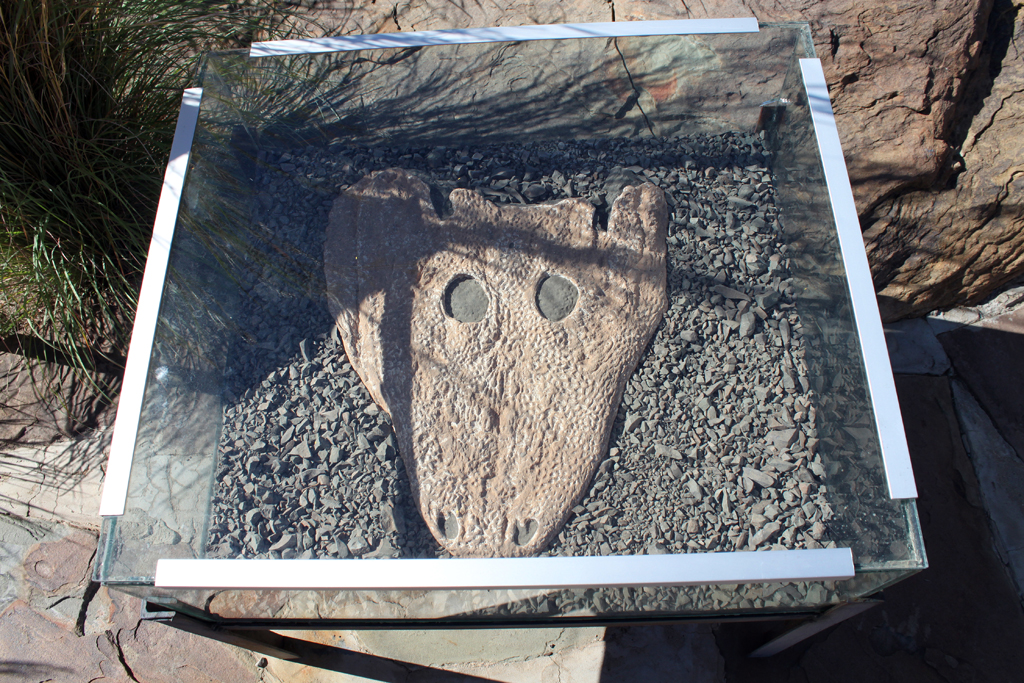
Cranio di Rhinesuchus

Rhinesuchus è considerato una forma transizionale di anfibi temnospondili, intermedia tra i cosiddetti "rachitomi" del Permiano (ad esempio Eryops) e i più evoluti stereospondili tipici del Triassico, come i capitosauridi. Rhinesuchus fa parte dei rinesuchidi, che comprendono anche il gigantesco Uranocentrodon e forme del Triassico inferiore come Broomistega.